# Боћарски клуб „Нови Београд”
| Боћарски клуб „Нови Београд” |                                                       |
|                              |                                                       |
| Датум оснивања:              | 6. мај 1996.                                          |
| Седиште:                     | Улица Др Ивана Рибара, Блок 61, · Нови Београд Србија |
| Званична презентација        | Званични веб-сајт                                     |

Боћарски клуб „Нови Београд” је српски спортски клуб са Новог Београда. Основан је 6. маја 1996. године углавном од играча БК „Козара”. Клуб је у више наврата био шампион Србије и вицешампион Србије и Црне Горе, освајач Купа Србије и Купа Југославије. 

## Историјат
Након Рата у Хрватској и приливом већег броја избеглица из Хрватске, деведесетих година, повећао се број заинтересованих за боћање, па је прво основан БК „Козара”, а онда 6. маја 1996. године и БК „Нови Београд”, највећим делом од играча клуба „Козара.”
Први председник клуба био је Илија Травица, секретар Горан Јеребић, а Управни одбор чини су Момчило Павић, Никола Зарић и Бранко Томасовић. Поред многобројних освојених медаља из редова клуба је поникао велики број репрезентативаца сениорске и младе репрезентације Србије, као и боћарских судија, инструктора, комесара за суђење и других.
Иако је клуб након планова Град Београда и Новог Београда остао без терена, залагањем тадашњег председник клуба Јована Баша, изграђени су данашњи терени у новобеоградском Блоку 61.